# Idiomysis
Idiomysis – rodzaj niewielkich skorupiaków z rzędu Mysida zamieszkujący ciepłe, płytkie wody Oceanu Indyjskiego (w tym Morza Czerwonego) oraz Oceanu Spokojnego.

## Budowa
Przedstawiciele rodzaju Idiomysis mają kilka milimetrów długości, charakteryzują się kulistym i krępym głowotułowiem, a ich krótki odwłok wygięty jest w dwóch miejscach tak, że jego tylna część skierowana jest ku górze i znajduje się w bezpośrednim sąsiedztwie głowotułowia. W porównaniu z innymi Mysida Idiomysis mają krótkie czułki za to relatywnie bardzo duże oczy. Telson jest krótki, trójkątny i przeważnie pozbawiony wyrostków i kolców, charakterystycznych dla innych rodzajów Mysida. Wyjątek stanowi pod tym względem gatunek I. diadema, który posiada dwa niewielkie kolce na końcu telsonu. Idiomysis często są jaskrawo ubarwione.

## Systematyka

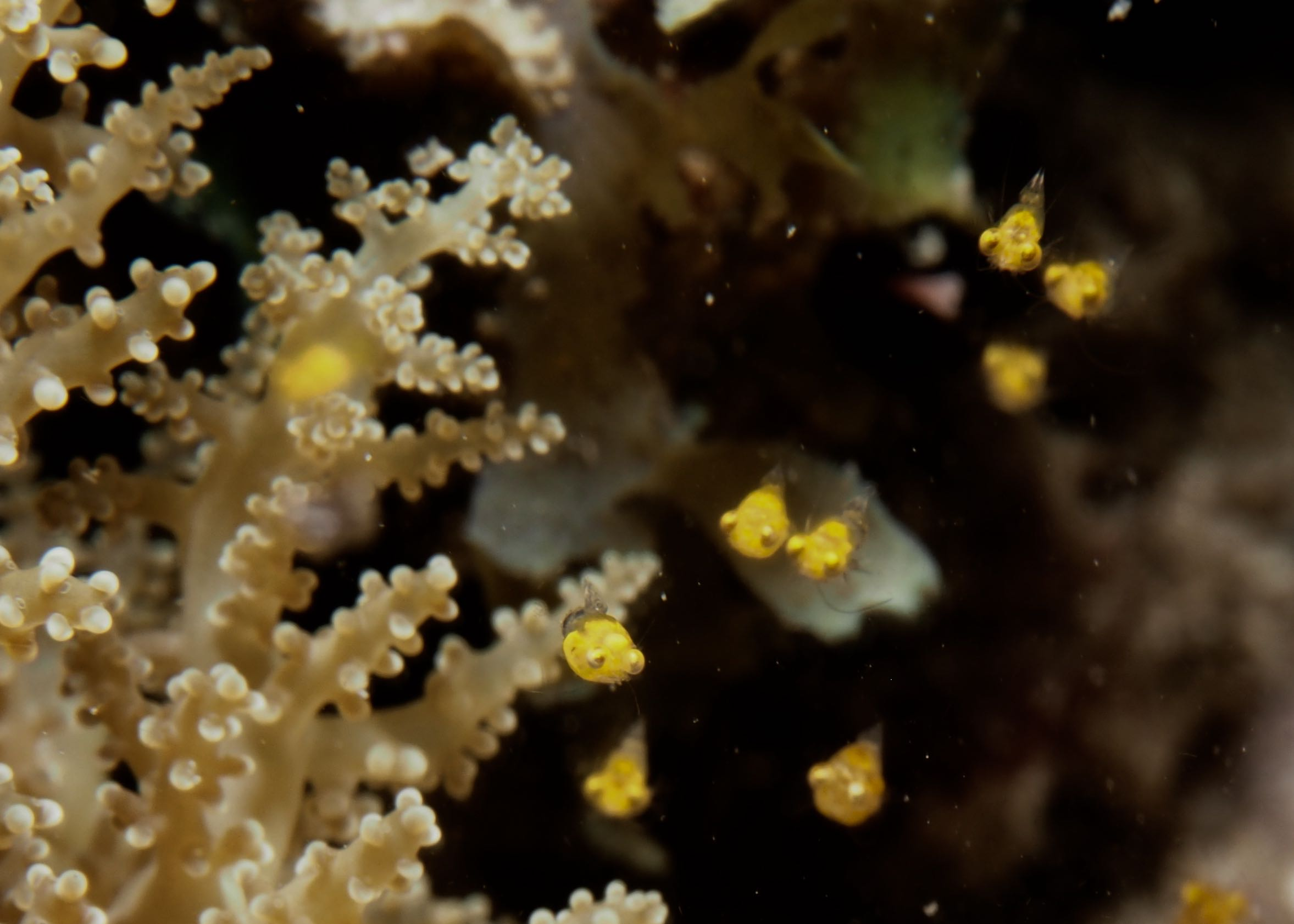
Grupa Idiomysis unosząca się nad koralowcem w Kanale Mozambickim.

W obrębie rodzaju opisano dotąd 6 gatunków:
- Idiomysis diadema Wittmann, 2016
- Idiomysis inermis W. Tattersall, 1922
- Idiomysis japonica Murano, 1978
- Idiomysis mozambica Deprez, Wooldridge & Mees, 2001
- Idiomysis robusta Connell, 2008
- Idiomysis tsurnamali Bacescu, 1973.

## Ekologia
Skorupiaki z rodzaju Idiomysis pływają w niewielkich grupach (5 do >40 osobników) ponad dnem morskim w płytkich przybrzeżnych ekosystemach (głównie rafy koralowe), potrafią również żerować na dnie. Dwa gatunki – I. inermis i I. tsurnamali – są znane z wchodzenia w fakultatywne relacje symbiotyczne z ukwiałami, natomiast I. diadema pływa pomiędzy kolcami jeżowców z rodzaju Diadema. Jest to najprawdopodobniej przykład komensalizmu, w którym skorupiaki otrzymują ochronę lub pożywienie. Znane są również przypadki współwystępowania Idiomysis z wodorostami, strzykwami i odwróconymi meduzami z rodzaju Cassiopea.

## Występowanie
Opisane dotąd gatunki występują w Oceanie Indyjskim u wybrzeży Indii, Mozambiku i RPA, w Morzu Czerwonym, w Morzu Wschodniochińskim oraz u wschodnich wybrzeży Australii.